# Bosznia-Hercegovina himnusza
A „Državna himna Bosne i Hercegovine” Bosznia-Hercegovina nemzeti himnusza 1999-től. A világon csak 4 ország himnuszának nincs szövege. Bosznia-Hercegovinán kívül Spanyolország, San Marino és Koszovó himnusza sem rendelkezik hivatalos szöveggel.